# Ivan Sesar
Ivan Sesar (Mostar, 29 augustus 1989) is een Bosnisch-Kroatisch voormalig voetballer die doorgaans speelde als middenvelder. Tussen 2008 en 2023 was hij actief voor NK Zagreb, FC Koper, Lokomotiva Zagreb, FK Sarajevo, Elazığspor, Akhisar Belediyespor, Dunajská Streda, Široki Brijeg, Juventus Boekarest, Inter Turku, FC Voluntari, FK Tuzla City, NK Solin, NK Rudeš, Kvik Halden, IL Flint en FBK Balkan. Sesar maakte in 2012 zijn debuut in het Bosnisch voetbalelftal en kwam uiteindelijk tot twee interlandoptredens.

## Clubcarrière
Sesar speelde in de jeugd van Široki Brijeg en speelde tussen 2006 en 2009 kort bij NK Zagreb. Nadat hij daar niet veel aan spelen toekwam, verkaste hij transfervrij naar het Sloveense FC Koper. Via Lokomotiva Zagreb kwam de middenvelder in 2011 bij FK Sarajevo terecht. Die club verhuurde hem in 2013 een half jaar aan Elazığspor, waarvoor hij veertien keer uitkwam. Het was overtuigend genoeg om Akhisar Belediyespor hem over te laten nemen; hij tekende voor twee jaar bij de Turkse club. In juli 2014 werd zijn contract ontbonden bij Akhisar Belediyespor.
In november 2014 kreeg Sesar een proefperiode aangeboden bij Lierse SK. De in Bosniër kon de Schapenkoppen echter niet overtuigen en werd doorgestuurd. Hij werd vervolgens getekend door de Slowaakse eersteklasser DAC 1904 Dunajská Streda. Hij tekende een contract van 2,5 jaar bij de Slowaken. In juli 2015 nam Široki Brijeg Sesar over van de Slowaakse club. Sesar tekende een contract van drie jaar in Bosnië-Herzegovina. Na twee jaar verkaste hij naar Juventus Boekarest.
In januari 2018 werd Inter Turku de nieuwe werkgever van Sesar. Een halfjaar later vertrok hij naar FC Voluntari. Hier zou hij opnieuw een halfjaar spelen. In maart 2019 ging hij voor FK Tuzla City spelen. Na periodes bij NK Solin en NK Rudeš vertrok Sesar in 2021 naar Scandinavië, waar hij eerst in Noorwegen (Kvik Halden en IL Flint en daarna in Zweden (FBK Balkan) ging spelen. In januari 2023 besloot Sesar op drieëndertigjarige leeftijd een punt te zetten achter zijn actieve loopbaan.

## Interlandcarrière
Sesar debuteerde in het Bosnisch voetbalelftal op 15 augustus 2012. Op die dag werd een vriendschappelijke wedstrijd tegen Wales met 0–2 gewonnen door doelpunten van Vedad Ibišević en Miroslav Stevanović. Sesar begon op de bank maar bondscoach Safet Sušić liet hem acht minuten voor tijd invallen voor Miralem Pjanić. De andere debutant dit duel was Toni Šunjić (Zorja Loehansk). Sesar kwam ook in aanmerking voor het Kroatisch voetbalelftal, vanwege zijn Kroatische etniciteit.
| Interlands van Ivan Sesar voor Bosnië en Herzegovina | Interlands van Ivan Sesar voor Bosnië en Herzegovina | Interlands van Ivan Sesar voor Bosnië en Herzegovina | Interlands van Ivan Sesar voor Bosnië en Herzegovina | Interlands van Ivan Sesar voor Bosnië en Herzegovina | Interlands van Ivan Sesar voor Bosnië en Herzegovina | Interlands van Ivan Sesar voor Bosnië en Herzegovina |
| №                                                    | Datum                                                | Wedstrijd                                            | Uitslag                                              | Competitie                                           | Goals                                                |                                                      |
| Als speler bij Akhisar Belediyespor                  | Als speler bij Akhisar Belediyespor                  | Als speler bij Akhisar Belediyespor                  | Als speler bij Akhisar Belediyespor                  | Als speler bij Akhisar Belediyespor                  | Als speler bij Akhisar Belediyespor                  | Als speler bij Akhisar Belediyespor                  |
| ---------------------------------------------------- | ---------------------------------------------------- | ---------------------------------------------------- | ---------------------------------------------------- | ---------------------------------------------------- | ---------------------------------------------------- | ---------------------------------------------------- |
| 1                                                    | 15 augustus 2012                                     | Wales – Bosnië en Herzegovina                        | 0 – 2                                                | Vriendschappelijk                                    |                                                      |                                                      |
| 2                                                    | 14 november 2012                                     | Algerije – Bosnië en Herzegovina                     | 0 – 1                                                | Vriendschappelijk                                    |                                                      |                                                      |